# 바드샤히 모스크
바드샤히 모스크(우르두어: بادشاہی مسجد→황제 모스크)는 무굴 제국의 제6대 군주 아우랑제브의 지시에 따라 파키스탄 라호르에 건설된 모스크이다. 1671년부터 1673년에 걸쳐 건설된 이 모스크는 완성 당시에는 세계 최대의 모스크였다. 현재는 파키스탄에서 두 번째, 세계에서 다섯 번째로 큰 모스크이다. 이 모스크는 라호르를 상징하는 가장 유명한 랜드마크이자 주요 관광지이다. 아우랑제브에 의한 건축 계획은 그의 아버지 샤 자한이 델리에 세운 자마 마스지드와 비슷하지만, 바드샤히 모스크가 훨씬 크다. 이 모스크는 야외 모스크 이드가로서의 기능을 담당하고 있다. 27만 6,000 평방 피트 (약 2만 5,641 평방 미터)의 정원은 10만 명의 예배자를, 실내에는 1만 명의 예배자를 각각 수용이 가능하다. 미나레트의 높이는 60 미터(196 피트)이다. 이 모스크는 가장 유명한 무굴 양식의 건축물 중 하나이다.
파키스탄 정부는 1993년 바드샤히 모스크를 세계유산 잠정 목록에 게재했다.

## 같이 보기
- 셰이크 자이드 모스크
- 파이잘 모스크